# ハイランド大聖堂
ハイランド大聖堂 (英語：Highland Cathedral) とは、スコットランドのバグパイプ曲である。1982年にドイツで行われたハイランド・ゲームズに際し、Ulrich RoeverとMichael Korbにより作曲された。この曲は通常、スコットランド北部のハイランド地方の城郭を描いた風景を背景に演奏される。
ガイ・リッチーとマドンナの結婚式に際しこの曲が演奏されたことが知られているほか、映画「フォー・ウェディング」のサウンドトラックにもこの曲が用いられている。また、1997年6月30日の香港返還に際して演奏された曲としても知られている。